# Big Stepper
Big Stepper è un singolo del rapper statunitense Roddy Ricch, pubblicato l'11 ottobre 2019 come primo estratto dal primo album in studio Please Excuse Me for Being Antisocial.

## Video musicale
Il video musicale è stato reso disponibile l'11 ottobre 2019, in concomitanza con l'uscita del brano.

## Tracce
Testi e musiche di Rodrick Moore, Cristian Gonzalez, Joseph Nguyen e Steven Alexander.
1. Big Stepper – 2:55

## Formazione
Musicisti
- Roddy Ricch – voce

Produzione
- DJ Shawdi P – produzione
- Flexico – produzione
- Figurez Made It – produzione
- Nicolas de Porcel – mastering
- Derek "MixedByAli" Ali – missaggio
- Chris Dennis – missaggio
- Curtis "Sircut" Bye – assistenza all'ingegneria del suono
- Cyrus "NOIS" Taghipour – assistenza all'ingegneria del suono
- Zachary Costa – assistenza all'ingegneria del suono

## Classifiche
| Classifica (2020) | Posizione massima |
| ----------------- | ----------------- |
| Stati Uniti       | 98                |